# Piazza della Signoria

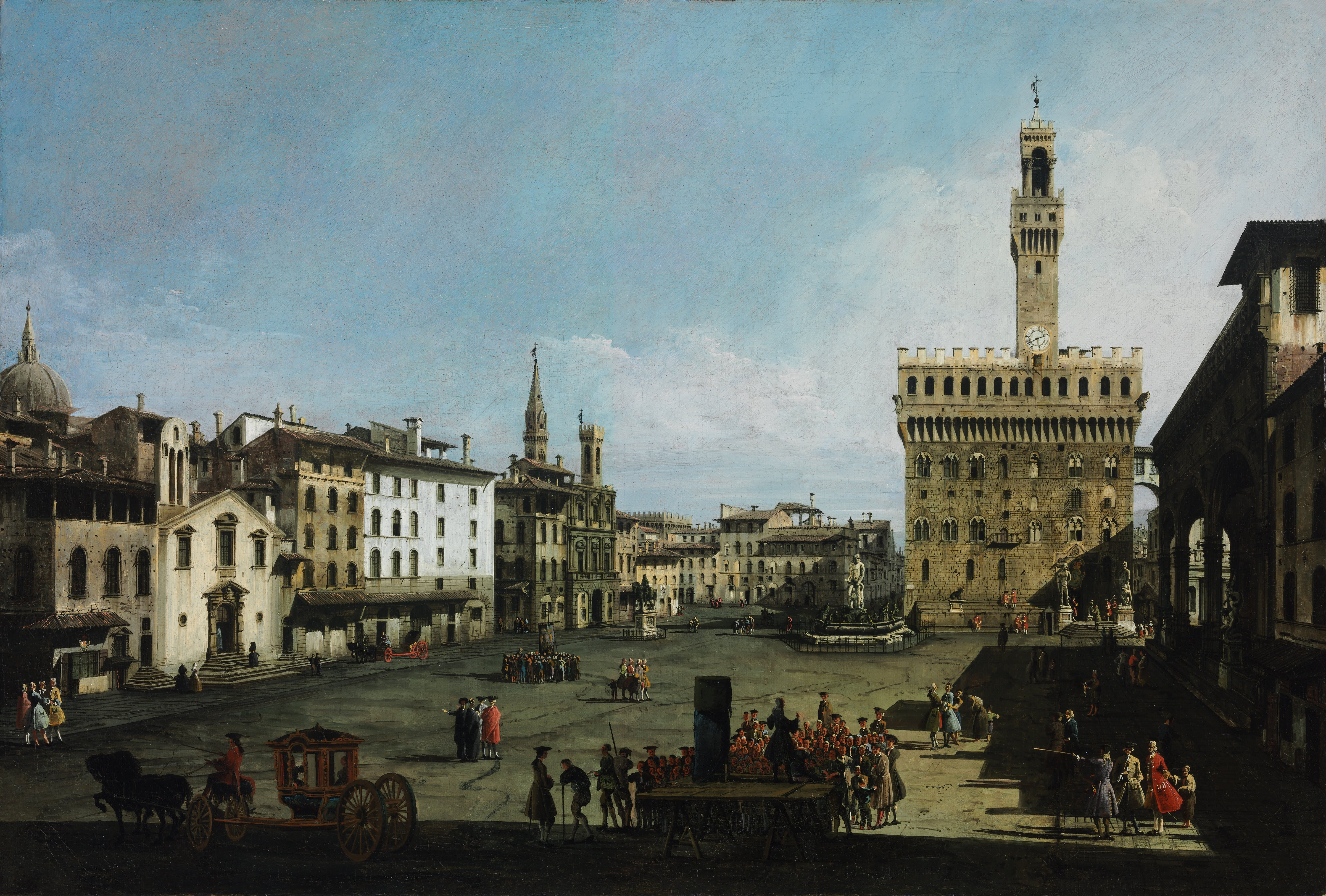
La plaça a una pintura de Bernardo Bellotto (es veu l'església de San Romolo a l'esquerra.)

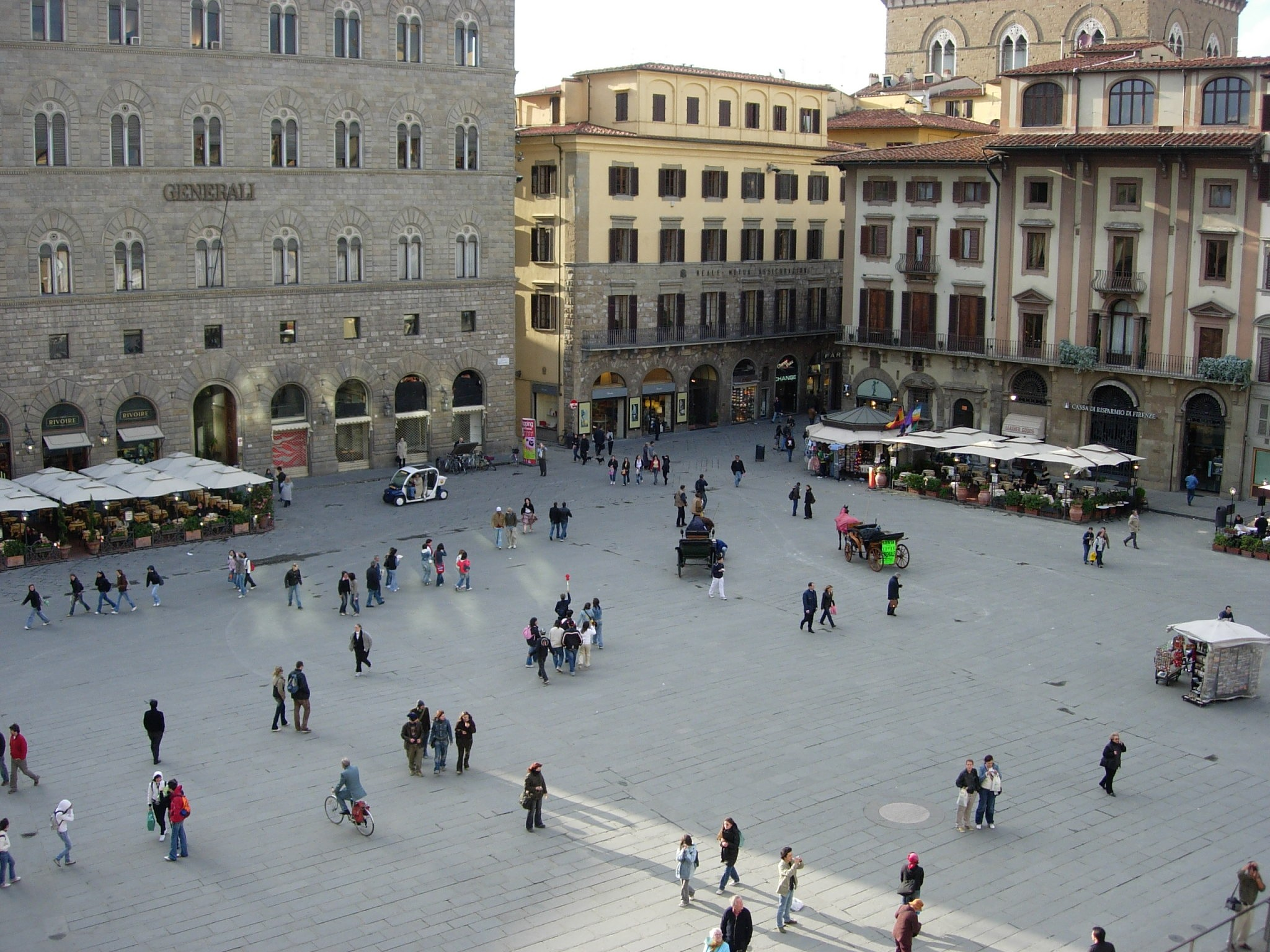
Vista de la piazza della Signoria.

La Piazza della Signoria, és la plaça central de Florència, a la Toscana. És la seu del poder civil amb el Palazzo Vecchio i és el cor de la vida social de la ciutat. Amb forma de "L", es troba a la part central de la Florència medieval, al sud de la catedral de Santa Maria del Fiore o Duomo i a poques desenes de metres del Ponte Vecchio i del riu Arno.

## Història
Gràcies als descobriments arqueològics efectuats a partir de 1974, s'ha pogut establir que la primera activitat a l'àrea de la plaça es remunta al Neolític i que l'actual plaça constituïa una zona important de la ciutat romana, amb una instal·lació termal de l'època d'Adrià i una bugaderia de dimensions industrials veïna al teatre, sobre les restes de les quals es va construir el Palazzo Vecchio. Als segles iv i v les termes i la bugaderia van ser abandonades i tornades a utilitzar per a edificis pobres i activitat artesanal, mentre va ser construïda una gran basílica paleocristiana, de dimensions properes als 20x50 metres.
La basílica paleocristiana sembla haver-se mantingut en ús fins al segle vii i després va ser substituïda per una petita església (prop de 9x16 metres) dedicada a Santa Cecilia (datada al segle viii i documentada al segle ix). Des del segle x es va iniciar el procés de reconstrucció urbanística que va conduir la definició d'un disseny medieval que després es va demolir per construir la plaça. Les excavacions arqueològiques han posat de manifest diverses torres, cases i restes de dues esglésies (Santa Cecilia i San Romolo) amb els seus respectius cementiris. Una làpida quasi a la cantonada de la Via Calzaiuoli recorda Sant Ròmul, bisbe i màrtir, més o menys on es trobava l'església.

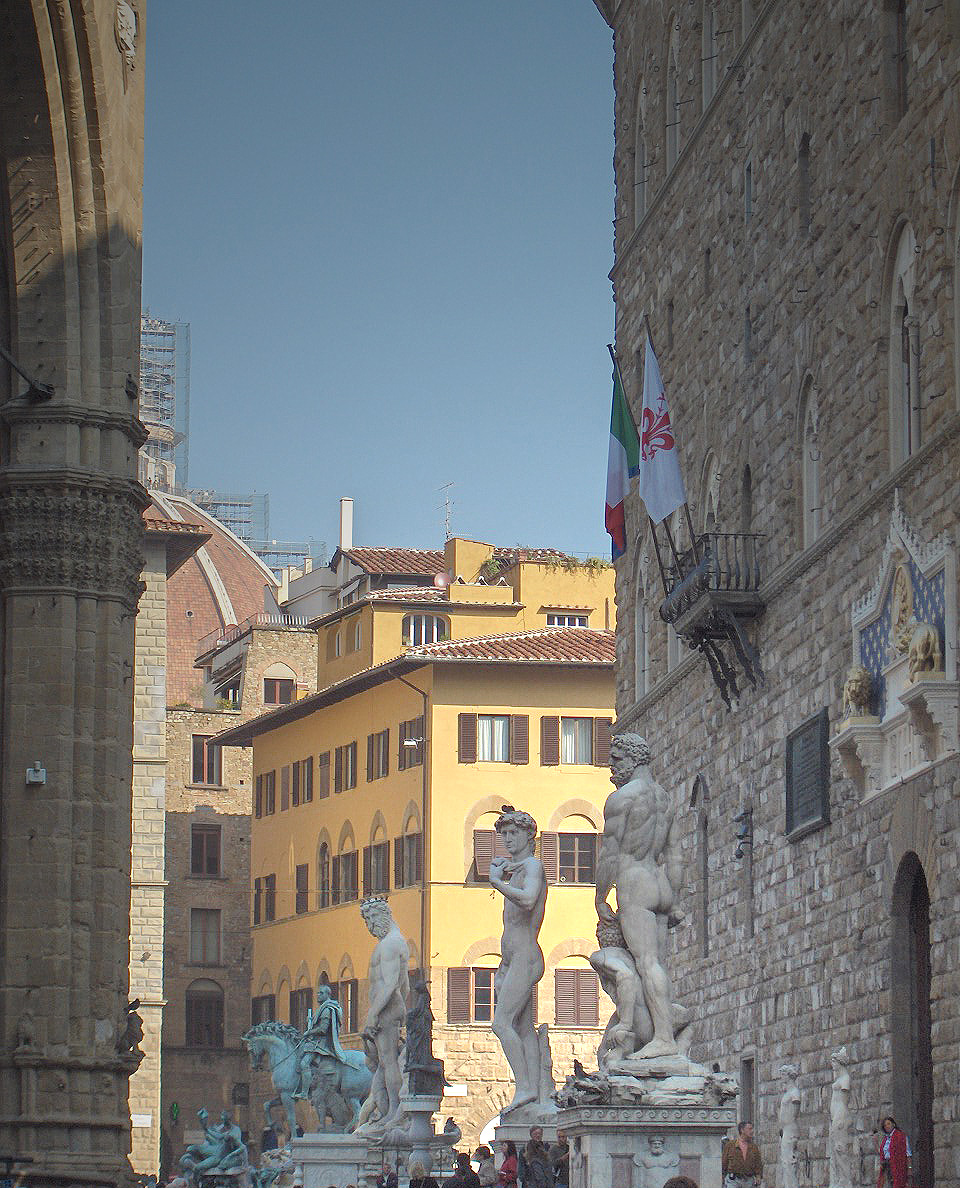
Estàtues front el Palazzo Vecchio.

La plaça va començar a assumir la forma actual prop de l'any 1268, quan les cases dels gibel·lins que eren a la zona van ser demolides pels güelfs victoriosos de la batalla de Benevent, però sense que l'àrea tingués una impostació coherent i unitària, mentre que va ser només pavimentada l'any 1385. En la forma contemporània va ser construït el Palazzo Vecchio, en què la plaça es transforma en el centre de la vida política ciutadana, en antítesi amb el centre religiós de la Piazza del Duomo i la plaça per al comerç que era el Mercat Vell, on avui està la Piazza della Repubblica. Al segle xiv es va agregar la Loggia della Signoria per a les cerimònies públiques i el Tribunal de les Mercaderies, instituït per dirimir les controvèrsies de tipus civil i comercial.
Seu del poder civil, la plaça era també el lloc de les execucions públiques, de les quals la més famosa és la del 23 de maig de 1498, quan Girolamo Savonarola va ser penjat i cremat per heretgia (una placa a la plaça, enfront de la Font de Neptú, recorda aquest fet) al mateix lloc en el qual, amb els seus deixebles, havia funcionat la "foguera de les vanitats", cremant molts llibres (alguns incunables) religiosos, de poesia, vestits i d'altres objectes de luxe.
Les intervencions als segles successius van resguardar per damunt de tot el conjunt d'escultures, que culminen a l'època granducale amb la transformació de la Loggia de la Signoria en una espècie de museu descobert. La construcció de l'Uffizi a la meitat del segle xvi, crea una nova perspectiva en direcció al riu Arno. La plaça no queda exclosa del resanamiento del centre històric del segle xviii, a l'àmbit del qual es van realitzar intervencions en estil neorenaixement, com el Palau de les Asseguradores, davant del Palazzo Vecchio.